# Список умерших в 1247 году

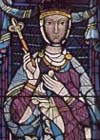
Эрмезинда

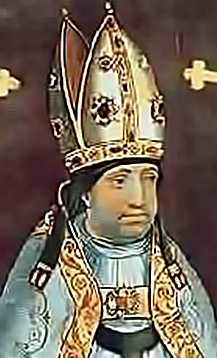
Родриго Хименес де Рада

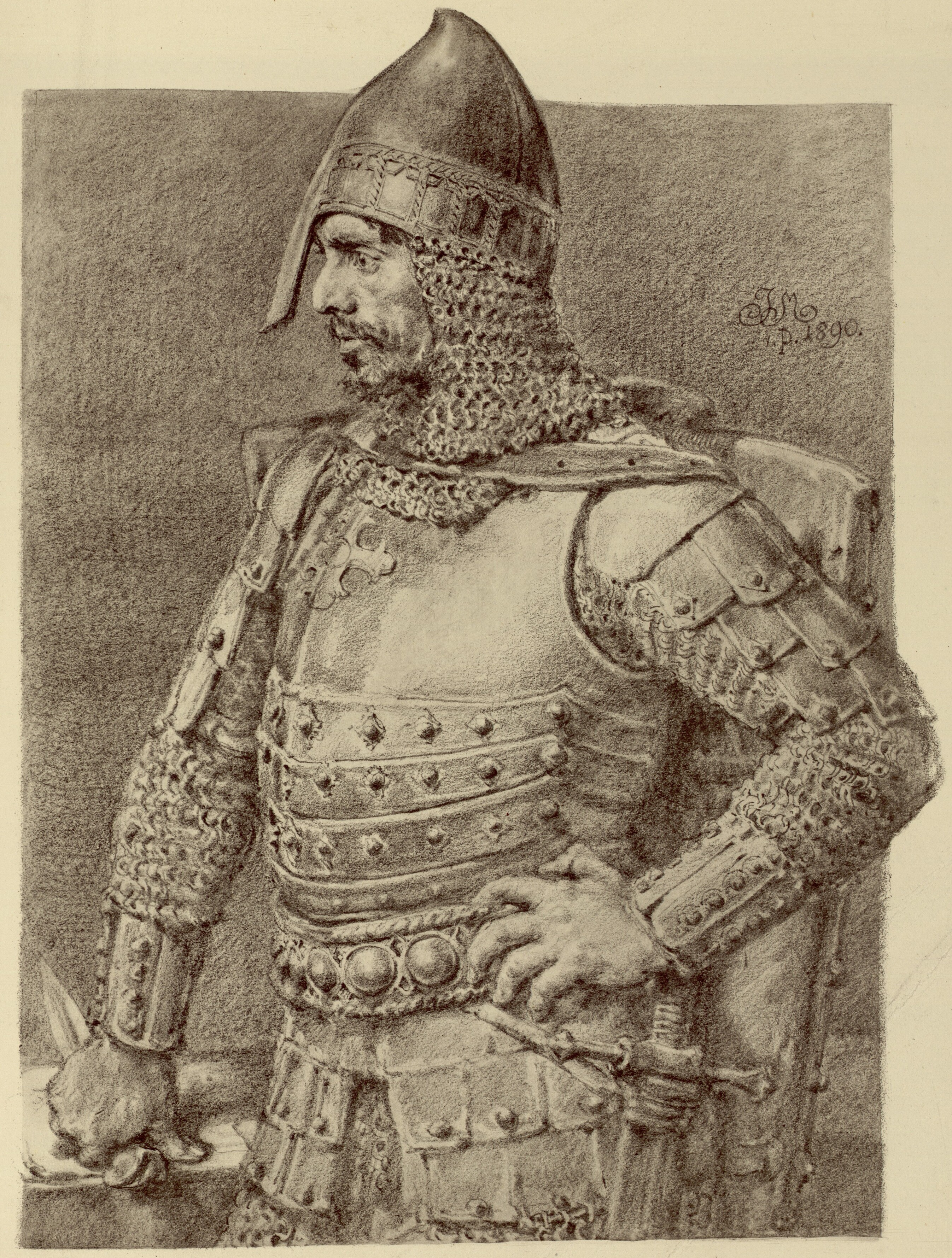
Конрад I Мазовецкий

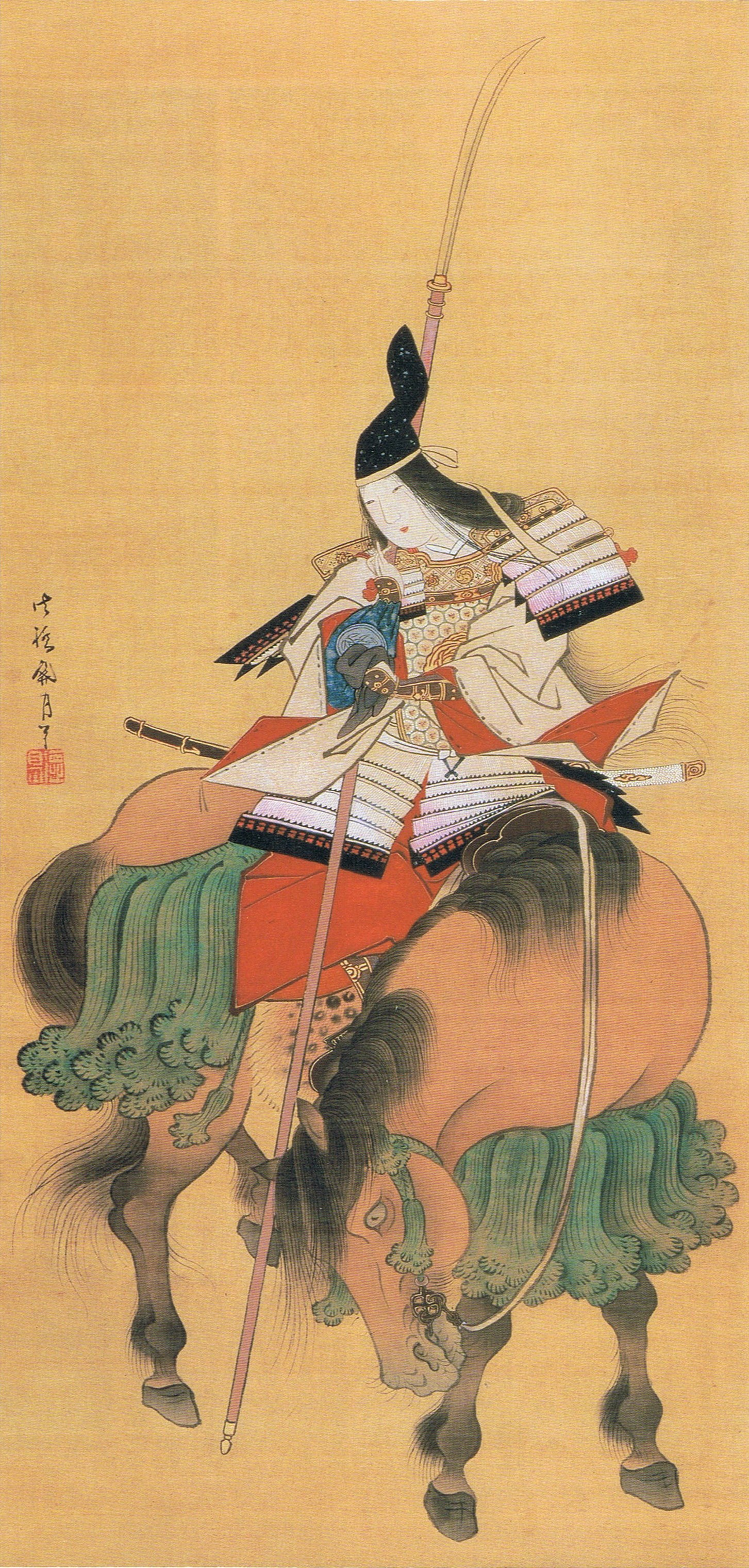
Томое Гозен

В этой статье представлен список известных людей, умерших в 1247 году.
См. также: Категория:Умершие в 1247 году

## Январь
- 1 января — Генрих III фон Зайн, граф Зайна.
- 3 января — Владислав III[англ.] — маркграф Моравии (1246—1247)

## Февраль
- 12 февраля — Эрмезинда — графиня Люксембурга (1197—1247), графиня де Ла Рош-ан-Арденн и графиня Дарбюи (1196—1247)
- 16 февраля — Генрих IV Распе — ландграф Тюрингии и пфальцграф Саксонии (1241—1247), антикороль Германии (1246—1247)
- 25 февраля — Генрих IV — граф Берга (1225—1247), герцог Лимбурга и граф Арлона (1226—1247)

## Апрель
- 14 апреля — Бернхард IV Липпский[нем.] — епископ Падерборна (1228—1247)

## Май
- 5 мая — Эудес Клемент[фр.] — архиепископ Руана (1245—1247)
- 9 мая — Бюр, Ришар де — Великий магистр ордена тамплиеров (1245—1247), погиб в сражении с египтянами близ Тверии
- Арденьо Тротти[итал.] — епископ Флоренции (1231—1247)

## Июнь
- 10 июня — Родриго Хименес де Рада — епископ Осмы (1208), архиепископ Толедо (1209—1247), канцлер Кастилии (1230—1247), испанский историк.
- Ландольф фон Хоэнэк[нем.] — епископ Вормса (1234—1247)
- Лудольф фон Хольте[нем.] — епископ Мюнстера (1227—1247)

## Август
- 23 августа или 25 августа — Бернард I Зигенхаймский[нем.] — архиепископ Зальцбурга (1247)
- 31 августа — Конрад I Мазовецкий — князь Мазовии (1194—1207), князь Польши (1229—1232, 1241—1243)

## Сентябрь
- 4 сентября — Балиан Ибелин (сеньор Бейрута) — сеньор Бейрута (1236—1247).
- 22 сентября  — Уильям де Феррерс, 4-й граф Дерби — граф Дерби (1190—1247)

## Октябрь
- 30 октября — Конрад III фон Дюркхайм[нем.] — епископ Вормса (1247)

## Ноябрь
- 1 ноября — Рудольф II[англ.] — пфальцграф Тюбингена (1216—1247)

## Декабрь
- 24 декабря — Шоку[англ.] — буддистский учитель в Японии
- 27 декабря — Герман II — граф Веймар-Орламюнде (1206—1247) из рода Асканиев, последний перед разделом графства.

## Дата неизвестна или требует уточнения
- Андроник Комнин Палеолог, никейский военачальник, великий доместик, отец императора Михаила VIII.
- Бозон де Мата	— граф Бигорра, виконт Марсана (1228—1247}
- Гвидо Кортонский[итал.] — итальянский сподвижник Франциска Ассизского, святой римско-католической церкви.
- Гильом X, граф Оверни (с 1224).
- Дитрих[нем.] — епископ Шверина (1240—1247)
- Дункан — Король Аргайла (1200-е—1247), погиб в сражении в Ирландии
- Иван Всеволодович — первый удельный князь стародубский (1238—1247)
- Радульф де Лэмли[англ.] — епископ Абердина (1239—1247)
- Роджер Солсберийский[англ.] — последний епископ Бата (1244—1245), первый епископ Бата и Уэльса (1245—1247)
- Сарангадева[англ.] — индийский музыковед.
- Суне Фолькессон, шведский дворянин, сын ярла Фольке Биргерссона, более известного под именем Фольке Ярл.
- Тамар Хан[англ.] — губернатор Бенгалии (1246—1247)
- Тибо де Марли[фр.] — католический аббат, 	святой римско-католической церкви.
- Томоэ Годзэн — женщина-самурай, любовница Минамото-но Ёсинака.
- Хелена Шведская, шведская принцесса и аббатиса монастыря Врета.
- Шальранж, Ферри Пате — сеньор де Шаллеранж, маршал Франции (1240).
- Эд де Монбельяр, государственный деятель Иерусалимского королевства, князь Галилеи (1240—1247).